# Río Golgol
Río Golgol är ett vattendrag i Chile. Det ligger i den södra delen av landet, 800 km söder om huvudstaden Santiago de Chile.
I omgivningarna runt Río Golgol växer i huvudsak blandskog. Runt Río Golgol är det mycket glesbefolkat, med 6 invånare per kvadratkilometer.